# 성 베네딕도회 남양주 수도원
성 베네딕도회 남양주 수도원은 흔히 요셉 수도원이라고 불린다. 수도원이 위치한 지명에 따라 수도원 이름을 명명하는 베네딕도회의 전통에 따라 남양주 수도원이라고 부르기도 하지만, 근 30년 동안 주보성인인 성 요셉의 이름에서 유래한 요셉 수도원이라는 명칭이 오히려 더 잘 알려져 있다.
요셉수도원은 수도권에 영적인 공간을 설립하기를 원했던 천주교 서울대교구의 전임 교구장이었던 故 김수환 추기경의 초청으로 성 베네딕도회 왜관수도원에 의해 1987년 3월 19일에 경기도 남양주시에 설립되었다. 현재 관할교구는 서울대교구에서 의정부교구가 분리되어서 천주교 의정부교구이지만, 수도회의 특성상 교구장 직속관할 수도회는 아니다.
수도원은 1998년 3월 19일에 원장좌 예속 수도원(Simple Priory)으로 승격되었고, 이후 많은 발전을 거듭하여 2013년 10월 2일에 성 베네딕도회 오딜리아 연합회 평의회에서 만장일치로 자립 수도원으로 승격되도록 승인을 받았고, 2014년 3월 19일에 자치 수도원(Conventual Priory)으로 승격되었다.
요셉 수도원은 수도원 외부의 사목활동을 맡지 않으며, 수도원 안에서 '기도하고 일하라'(Ora et Labora)는 베네딕도회의 모토에 따라 단순한 생활과 기도생활을 하고 있다. 피정의 집과 교육시설, 배 농장 등을 운영하고 있다. 2015년 10월 현재 13명의 수도자가 수도생활을 하고 있다.